# 岩手郡
- 令制国一覧 > 東山道 > 陸中国 > 岩手郡
- 日本 > 東北地方 > 岩手県 > 岩手郡

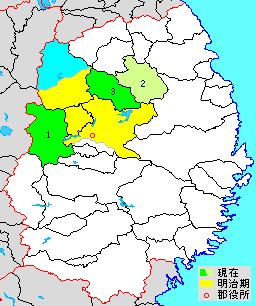
岩手県岩手郡の範囲（1.雫石町 2.葛巻町 3.岩手町 薄緑・水色：他郡から編入した区域）

岩手郡（いわてぐん）は、岩手県（陸奥国・陸中国）の郡。
人口30,356人、面積1,404.24km²、人口密度21.6人/km²。（2025年2月1日、推計人口）
以下の3町を含む。
- 雫石町（しずくいしちょう）
- 葛巻町（くずまきまち）
- 岩手町（いわてまち）

盛岡都市圏の北部を占める。

## 郡域

### 岩手郡（第1次）
1878年（明治11年）に行政区画として発足した当時の郡域は、概ね下記の区域にあたる。
- 滝沢市の全域
- 盛岡市の一部（上飯岡、下飯岡、飯岡新田、津志田、津志田西、津志田町、三本柳、東見前以南を除く）
- 八幡平市の一部（西根寺田、荒木田、平舘、松尾以南）
- 雫石町の全域
- 岩手町の全域

### 岩手郡（第2次）
1897年（明治30年）に行政区画として発足した当時の郡域は、第1次岩手郡と同じ区域にあたる。

## 歴史

### 古代
811年（弘仁2年）斯波・和我・稗縫の「志波三郡」が成立、「胆沢三郡（胆沢・江刺・磐井）」とともに「律令期の六郡」が成立する。812年（弘仁3年）に徳丹城が築かれ政治的機能が移り、志波三郡以北の統帥権も「鎮守府領六郡」として集約される。10世紀、斯波郡の領域が北遷拡大し、岩手郡は斯波郡から分離独立し成立した。一方、磐井郡は国府多賀城領に編入され、岩手・志和・稗抜・和賀・江刺・伊沢の「奥六郡」が成立した。
郡名は「岩出の森」に由来するという説がある。文献に表れるのは、平城天皇の御代に陸奥国磐手の郡から献上された鷹を愛で、帝がつけた名前「磐手（いはて）」（大和物語第152段）が最初という。大納言はこの鷹を取り逃がしてしまい、奏じるのを躊躇っていたがついに口にすると、これを嘆いた帝は何も言わなかった。なぜ何もおっしゃらないのかと問うと、「いはて思ふぞ言ふにまされる」（言わないことこそが言うことよりも思いは勝るのだ／言わぬ程に磐手を深く思っている）と鷹の名に掛けて詠じたという。この歌は、古今和歌集の本歌取りで、源氏物語でも引用されている。同音である「岩手＝言わで」「口無し＝梔子」の連想から、「言いたくても言えない切なさ」を表す歌枕となり、平安文学の世界では、梔子染めの山吹色が「岩手の里」の情景を示す言葉となった。
- 心には　下行く水のわきかへり　言はで思ふぞ　言ふにまされる　-　古今和歌集六帖
- くちなしの　色とぞみゆる　陸奥の　いはての里の　山吹の花　-　夫木和歌抄

### 岩手郡（第1次）
所属町村の変遷は南岩手郡#郡発足までの沿革、北岩手郡#郡発足までの沿革をそれぞれ参照
- 「旧高旧領取調帳」の記載によると、幕末時点では陸奥国に所属し、盛岡藩領であった。（1町85村）
- 明治元年
  - 12月7日（1869年1月19日）
    - 陸奥国が分割され、本郡は陸中国の所属となる。
    - 盛岡藩が戊辰戦争後の処分により、領地を没収される。信濃松代藩取締地となり、盛岡県（第1次）を称する[注釈 1]。

  - 12月24日（1869年2月5日） - 旧・盛岡藩が磐城白石藩に転封される。
- 明治2年7月22日（1869年8月29日） - 白石藩が旧領に復帰して盛岡藩が復活し、再び盛岡藩の管轄となる。
- 明治4年
  - 7月10日（1871年8月15日）- 盛岡藩が廃藩。盛岡県（第2次）が発足し、旧・盛岡藩領を管轄。
  - 11月2日（1871年12月13日） - 第1次府県統合により盛岡県（第3次）の管轄となる。
- 明治4年
  - 中野村が東中野村に改称。
  - 盛岡城の廃城により、城内が内丸に改称して仁王村に編入。盛岡城下各町が仁王村、志家村、仙北町村、東中野村、新庄村、加賀野村、山岸村、三割村、上田村に字地として編入。（85村）
- 明治5年1月8日（1872年2月16日） - 盛岡県（第3次）が岩手県に改称。
- 明治11年（1878年）11月26日
  - 郡区町村編制法の岩手県での施行により、行政区画としての岩手郡が発足。
  - 紫波郡砂子沢村・根田茂村の所属郡が本郡に変更。（87村）
- 明治12年（1879年）1月4日 - 分割され、仁王村ほか48村の区域をもって南岩手郡が、大更村ほか37村の区域をもって北岩手郡がそれぞれ発足。同日岩手郡（第1次）廃止。

### 岩手郡（第2次）

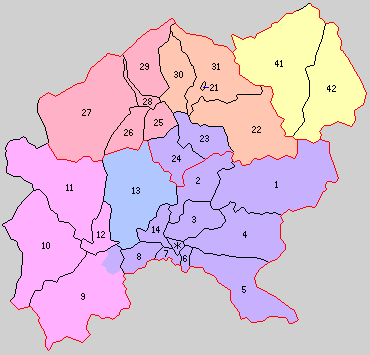
1.藪川村 2.玉山村 3.米内村 4.浅岸村 5.簗川村 6.中野村 7.本宮村 8.太田村 9.御所村 10.御明神村 11.西山村 12.雫石村 13.滝沢村 14.厨川村 21.沼宮内町 22.川口村 23.巻堀村 24.渋民村 25.大更村 26.田頭村 27.松尾村 28.平舘村 29.寺田村 30.一方井村 31.御堂村 41.葛巻村 42.江刈村 ＊は発足時の盛岡市（紫：盛岡市 赤：八幡平市 青：滝沢市 桃：雫石町 橙：岩手町 黄：葛巻町）

- 明治30年（1897年）4月1日 - 郡制の施行により、南岩手郡・北岩手郡の区域をもって岩手郡（第2次）が発足。郡役所が盛岡市内丸に設置。以下の町村が所属。（1町24村）
  - 旧・南岩手郡（14村） - 藪川村、玉山村、米内村、浅岸村、簗川村、中野村、本宮村、太田村（現・盛岡市）、御所村（現・盛岡市、雫石町）、御明神村、西山村、雫石村（現・雫石町）、滝沢村（現・滝沢市）、厨川村（現・盛岡市）
  - 旧・北岩手郡（1町10村） - 沼宮内町、川口村（現・岩手町）、巻堀村、渋民村（現・盛岡市）、大更村、田頭村、松尾村、平舘村、寺田村（現・八幡平市）、一方井村、御堂村（現・岩手町）
- 大正2年（1913年）6月10日 -  厨川村の一部（盛岡駅周辺と陸羽街道沿い[注釈 2]）が盛岡市に編入。
- 大正12年（1923年）4月1日 - 郡会が廃止。郡役所は存続。
- 大正15年（1926年）7月1日 - 郡役所が廃止。以降は地域区分名称となる。
- 昭和3年（1928年）4月1日 - 米内村が盛岡市に編入。（1町23村）
- 昭和15年（1940年）
  - 1月1日 - 厨川村が盛岡市に編入。（1町22村）
  - 12月23日 - 雫石村が町制施行して雫石町となる。（2町21村）
- 昭和16年（1941年）4月10日 - 浅岸村・中野村・本宮村が盛岡市に編入。（2町18村）
- 昭和17年（1942年）7月1日 - 「岩手紫波地方事務所」が盛岡市に設置され、紫波郡とともに管轄。
- 昭和23年（1948年）7月1日 - 九戸郡葛巻町・江刈村の所属郡が本郡に変更。（3町19村）
- 昭和29年（1954年）4月1日 - 玉山村・渋民村・藪川村が合併し、改めて玉山村が発足。（3町17村）
- 昭和30年（1955年）
  - 2月1日 - 簗川村および玉山村の一部、滝沢村の一部（滝沢字穴口の一部）が盛岡市に編入。（3町16村）
  - 4月1日（3町12村）
    - 太田村が盛岡市に編入。
    - 雫石町・御明神村・御所村・西山村が合併し、改めて雫石町が発足。

  - 6月1日 - 巻堀村が玉山村に編入。（3町11村）
  - 7月15日 - 葛巻町が江刈村および二戸郡田部村と合併し、改めて葛巻町が発足。（3町10村）
  - 7月21日 - 沼宮内町・一方井村・川口村・御堂村が合併して岩手町が発足。（3町7村）
  - 10月 - 雫石町の一部（繋のうち繋温泉周辺）が盛岡市に編入。
- 昭和31年（1956年）9月30日 - 大更村・平舘村・田頭村・寺田村が合併して西根村が発足。（3町4村）
- 昭和36年（1961年）11月1日 - 西根村が町制施行して西根町となる。（4町3村）
- 平成14年（2002年）4月1日 - 二戸郡安代町を岩手郡に編入。（5町3村）
- 平成17年（2005年）9月1日 - 安代町・西根町・松尾村が合併して八幡平市が発足し、郡より離脱。（3町2村）
- 平成18年（2006年）1月10日 - 玉山村が盛岡市に編入。（3町1村）
- 平成26年（2014年）1月1日 - 滝沢村が市制施行して滝沢市となり、郡より離脱。（3町）

### 変遷表
| 旧郡     | 明治29年3月29日 | 明治29年 - 大正15年           | 昭和元年 - 昭和28年          | 昭和29年 - 昭和63年           | 昭和29年 - 昭和63年           | 平成元年 - 現在              | 平成元年 - 現在              | 現在     |
| -------- | --------------- | ----------------------------- | ---------------------------- | ----------------------------- | ----------------------------- | ---------------------------- | ---------------------------- | -------- |
| 南岩手郡 | 雫石村          | 雫石村                        | 昭和15年12月23日 町制 雫石町 | 昭和30年4月1日 雫石町         | 昭和30年4月1日 雫石町         | 雫石町                       | 雫石町                       | 雫石町   |
| 南岩手郡 | 御明神村        | 御明神村                      | 御明神村                     | 昭和30年4月1日 雫石町         | 昭和30年4月1日 雫石町         | 雫石町                       | 雫石町                       | 雫石町   |
| 南岩手郡 | 御所村          | 御所村                        | 御所村                       | 昭和30年4月1日 雫石町         | 昭和30年4月1日 雫石町         | 雫石町                       | 雫石町                       | 雫石町   |
| 南岩手郡 | 西山村          | 西山村                        | 西山村                       | 昭和30年4月1日 雫石町         | 昭和30年4月1日 雫石町         | 雫石町                       | 雫石町                       | 雫石町   |
| 南岩手郡 | 滝沢村          | 滝沢村                        | 滝沢村                       | 滝沢村                        | 滝沢村                        | 平成26年1月1日 市制 滝沢市   | 平成26年1月1日 市制 滝沢市   | 滝沢市   |
| 南岩手郡 | 米内村          | 米内村                        | 昭和3年4月1日 盛岡市に編入   | 盛岡市                        | 盛岡市                        | 盛岡市                       | 盛岡市                       | 盛岡市   |
| 南岩手郡 | 厨川村          | 厨川村                        | 昭和15年1月1日 盛岡市に編入  | 盛岡市                        | 盛岡市                        | 盛岡市                       | 盛岡市                       | 盛岡市   |
| 南岩手郡 | 浅岸村          | 浅岸村                        | 昭和16年4月10日 盛岡市に編入 | 盛岡市                        | 盛岡市                        | 盛岡市                       | 盛岡市                       | 盛岡市   |
| 南岩手郡 | 中野村          | 中野村                        | 昭和16年4月10日 盛岡市に編入 | 盛岡市                        | 盛岡市                        | 盛岡市                       | 盛岡市                       | 盛岡市   |
| 南岩手郡 | 本宮村          | 本宮村                        | 昭和16年4月10日 盛岡市に編入 | 盛岡市                        | 盛岡市                        | 盛岡市                       | 盛岡市                       | 盛岡市   |
| 南岩手郡 | 簗川村          | 簗川村                        | 簗川村                       | 昭和30年2月1日 盛岡市に編入   | 昭和30年2月1日 盛岡市に編入   | 盛岡市                       | 盛岡市                       | 盛岡市   |
| 南岩手郡 | 太田村          | 太田村                        | 太田村                       | 昭和30年4月1日 盛岡市に編入   | 昭和30年4月1日 盛岡市に編入   | 盛岡市                       | 盛岡市                       | 盛岡市   |
| 南岩手郡 | 玉山村          | 玉山村                        | 玉山村                       | 昭和29年4月1日 玉山村         | 昭和29年4月1日 玉山村         | 平成18年1月10日 盛岡市に編入 | 平成18年1月10日 盛岡市に編入 | 盛岡市   |
| 南岩手郡 | 藪川村          | 藪川村                        | 藪川村                       | 昭和29年4月1日 玉山村         | 昭和29年4月1日 玉山村         | 平成18年1月10日 盛岡市に編入 | 平成18年1月10日 盛岡市に編入 | 盛岡市   |
| 北岩手郡 | 渋民村          | 渋民村                        | 渋民村                       | 昭和29年4月1日 玉山村         | 昭和29年4月1日 玉山村         | 平成18年1月10日 盛岡市に編入 | 平成18年1月10日 盛岡市に編入 | 盛岡市   |
| 北岩手郡 | 巻堀村          | 巻堀村                        | 巻堀村                       | 昭和30年6月1日 玉山村に編入   | 昭和30年6月1日 玉山村に編入   | 平成18年1月10日 盛岡市に編入 | 平成18年1月10日 盛岡市に編入 | 盛岡市   |
| 北岩手郡 | 沼宮内町        | 沼宮内町                      | 沼宮内町                     | 昭和30年7月21日 岩手町        | 昭和30年7月21日 岩手町        | 岩手町                       | 岩手町                       | 岩手町   |
| 北岩手郡 | 一方井村        | 一方井村                      | 一方井村                     | 昭和30年7月21日 岩手町        | 昭和30年7月21日 岩手町        | 岩手町                       | 岩手町                       | 岩手町   |
| 北岩手郡 | 川口村          | 川口村                        | 川口村                       | 昭和30年7月21日 岩手町        | 昭和30年7月21日 岩手町        | 岩手町                       | 岩手町                       | 岩手町   |
| 北岩手郡 | 御堂村          | 御堂村                        | 御堂村                       | 昭和30年7月21日 岩手町        | 昭和30年7月21日 岩手町        | 岩手町                       | 岩手町                       | 岩手町   |
| 北岩手郡 | 大更村          | 大更村                        | 大更村                       | 昭和31年9月30日 西根村        | 昭和36年11月1日 町制 西根町   | 西根町                       | 平成17年9月1日 八幡平市      | 八幡平市 |
| 北岩手郡 | 平舘村          | 平舘村                        | 平舘村                       | 昭和31年9月30日 西根村        | 昭和36年11月1日 町制 西根町   | 西根町                       | 平成17年9月1日 八幡平市      | 八幡平市 |
| 北岩手郡 | 寺田村          | 寺田村                        | 寺田村                       | 昭和31年9月30日 西根村        | 昭和36年11月1日 町制 西根町   | 西根町                       | 平成17年9月1日 八幡平市      | 八幡平市 |
| 北岩手郡 | 田頭村          | 田頭村                        | 田頭村                       | 昭和31年9月30日 西根村        | 昭和36年11月1日 町制 西根町   | 西根町                       | 平成17年9月1日 八幡平市      | 八幡平市 |
| 北岩手郡 | 松尾村          | 松尾村                        | 松尾村                       | 松尾村                        | 松尾村                        | 松尾村                       | 平成17年9月1日 八幡平市      | 八幡平市 |
| 二戸郡   | 二戸郡 荒沢村   | 二戸郡 荒沢村                 | 二戸郡 荒沢村                | 昭和31年9月30日 二戸郡 安代町 | 昭和31年9月30日 二戸郡 安代町 | 平成14年4月1日 岩手郡 安代町 | 平成17年9月1日 八幡平市      | 八幡平市 |
| 二戸郡   | 二戸郡 田山村   | 二戸郡 田山村                 | 二戸郡 田山村                | 昭和31年9月30日 二戸郡 安代町 | 昭和31年9月30日 二戸郡 安代町 | 平成14年4月1日 岩手郡 安代町 | 平成17年9月1日 八幡平市      | 八幡平市 |
| 二戸郡   | 二戸郡 田部村   | 二戸郡 田部村                 | 二戸郡 田部村                | 昭和30年7月15日 葛巻町        | 昭和30年7月15日 葛巻町        | 葛巻町                       | 葛巻町                       | 葛巻町   |
| 北九戸郡 | 九戸郡 葛巻村   | 昭和15年2月25日 九戸郡 葛巻町 | 昭和23年7月1日 岩手郡 葛巻町 | 昭和30年7月15日 葛巻町        | 昭和30年7月15日 葛巻町        | 葛巻町                       | 葛巻町                       | 葛巻町   |
| 北九戸郡 | 九戸郡 江刈村   | 九戸郡 江刈村                 | 昭和23年7月1日 岩手郡 江刈村 | 昭和30年7月15日 葛巻町        | 昭和30年7月15日 葛巻町        | 葛巻町                       | 葛巻町                       | 葛巻町   |

## 行政
岩手郡長（第1次）
| 代 | 氏名 | 就任年月日                 | 退任年月日               | 備考                 |
| -- | ---- | -------------------------- | ------------------------ | -------------------- |
| 1  |      | 明治11年（1878年）11月26日 | 明治12年（1879年）1月3日 | 分割により岩手郡廃止 |

岩手郡長（第2次）
特記なき場合『岩手郡誌』による。
| 代 | 氏名       | 就任年月日                 | 退任年月日                 | 備考                             |
| -- | ---------- | -------------------------- | -------------------------- | -------------------------------- |
| 1  | 松橋宗之   | 明治30年（1897年）4月1日   | 明治33年（1900年）4月21日  | 北岩手・南岩手・紫波郡長より転任 |
| 2  | 太田時敏   | 明治33年（1900年）4月21日  | 明治33年（1900年）10月27日 |                                  |
| 3  | 原恭       | 明治33年（1900年）10月27日 | 明治38年（1905年）6月29日  |                                  |
| 4  | 長谷川四郎 | 明治38年（1905年）6月29日  | 明治43年（1910年）10月20日 |                                  |
| 5  | 勝俟元長   | 明治43年（1910年）10月20日 | 大正2年（1913年）5月29日   |                                  |
| 6  | 尾形亀寿   | 大正2年（1913年）5月29日   | 大正8年（1919年）11月17日  |                                  |
| 7  | 関壮二     | 大正8年（1919年）11月17日  | 大正12年（1923年）2月23日  |                                  |
| 8  | 一方井卓爾 | 大正12年（1923年）2月23日  | 大正12年（1923年）8月20日  |                                  |
| 9  | 佐藤二郎   | 大正12年（1923年）8月20日  | 大正15年（1926年）6月30日  | 郡役所廃止により、廃官           |